# Answer Seizure Ratio
Die Answer Seizure Ratio (ASR) ist ein Mittel in der Telekommunikation, um die erfolgreiche Durchstellung von Anrufen (CSR) und somit die Qualität eines Netzwerkes zu messen. Es stellt das Verhältnis zwischen erfolgreich durchgestellten Anrufen und der insgesamt durchgeführten Verbindungsversuche dar.

## Definition
In der Telekommunikation wird ein versuchter Anruf als Seizure bezeichnet. Die Answer Seizure Ratio ist das Verhältnis von erfolgreichen Anrufen, z. B. die Summe aller versuchten Anrufe (Seizures), die auch von der Gegenseite beantwortet werden, dividiert durch die Summe aller versuchten Anrufe.
{\displaystyle ASR={\frac {\text{erfolgreiche Anrufversuche}}{\text{Gesamtanzahl der Anrufversuche}}}\cdot 100\,\mathrm {\%} }
Besetztzeichen und andere Rufabweisungen durch das Telefonnetzwerk werden als nicht erfolgreiche Anrufe gewertet. Dennoch werden, je nach praktischer Anwendung, nicht immer alle fehlgeschlagenen Anrufe in der Answer Seizure Ratio berücksichtigt, da es auch von der praktischen Anwendung des Endbenutzers abhängt.
Eine niedrige Answer Seizure Ratio kann zum Beispiel durch Überlastungen und Kapazitätsüberschreitungen der Netzwerkweichen (Switch), durch nicht beantwortete Anrufe (der Angerufene hebt nicht ab) oder durch besetzte Zielleitungen entstehen.